# Lingua ciuvascia
La lingua ciuvascia (nome nativo Чӑваш чӗлхи, Çăvaš çĕlhi; in russo Чува́шский язы́к?, Čuvášskij jazýk) è una lingua turca parlata in Russia, in Ciuvascia.

## Distribuzione geografica
È la lingua nativa dei Ciuvasci. Al censimento russo del 2010 risultavano 1.043.000 locutori, concentrati in Ciuvascia; secondo Ethnologue, la lingua è attestata anche in altre repubbliche ex-sovietiche, dove conta qualche decina di migliaia di locutori, per un totale complessivo di 1.077.420 persone che parlano ciuvascio.

### Lingua ufficiale
È una delle lingue ufficiali della Ciuvascia.

### Dialetti e lingue derivate
Ci sono due dialetti del ciuvascio: il Virjal o superiore (nel quale si pronuncia "o" in parole come хола "città") e l'Anatri o inferiore (nel quale si pronuncia "u" nelle stesse parole, quindi хула); la lingua letteraria è basata sul dialetto inferiore.

## Classificazione
Secondo Ethnologue, la classificazione della lingua ciuvascia è la seguente:
- Lingue altaiche
  - Lingue turche
    - Lingua proto-bulgara (Bolgar)
      - Lingua ciuvascia

## Storia
Il ciuvascio è la più divergente di tutte le lingue turche e più di tutte manca di intelligibilità con le altre. La lingua madre che l'ha originata, parlata dai Bulgari del Volga nel Medioevo, differisce da tutte le altre lingue turche in maniera tanto considerevole da essere solitamente classificata come lingua sorella del prototurco piuttosto che come lingua figlia.
In passato, gli studiosi consideravano il ciuvascio non proprio una lingua turca, ma piuttosto  l'ultima sopravvissuta di una suddivisione separata delle lingue altaiche probabilmente parlata dagli Unni.
Sia le lingue ugro-finniche che il tataro hanno influenzato il ciuvascio, e il suo lessico include parole russe, mari, mongole, arabe e persiane.

## Sistema di scrittura
Il sistema di scrittura più antico è stato la scrittura Orkhon, che scomparve quando i Bulgari del Volga si convertirono all'Islam; conseguentemente, entrò in uso l'alfabeto arabo. Dopo l'invasione della Russia da parte dei Mongoli, si smise di scrivere. L'alfabeto ciuvascio moderno venne creato nel 1873 da I. Jakovlev, e nel 1938 subì un'importante modifica assumendo la forma odierna.
Per la scrittura del ciuvascio si usa l'alfabeto cirillico, aggiungendo alle lettere usate per il russo altre quattro lettere: Ӑӑ, Ӗӗ, Ҫҫ, Ӳӳ.

### Alfabeto ciuvascio moderno
Maiuscole: А Ӑ Б В Г Д Е Ё Ӗ Ж З И Й К Л М Н О П Р С Ҫ Т У Ӳ Ф Х Ц Ч Ш Щ Ъ Ы Ь Э Ю Я

Minuscole: а ӑ б в г д е ё ӗ ж з и й к л м н о п р с ҫ т у ӳ ф х ц ч ш щ ъ ы ь э ю я